# Lilioceris jianfenglingensis
Lilioceris jianfenglingensis es una especie de insecto coleóptero de la familia Chrysomelidae.
Fue descrita científicamente en 1988 por Long.